# The Ex
The Ex är en amerikansk film från 2006 regisserad av Jesse Peretz.

## Handling
När Sofia och Tom får sitt första barn kommer de överens om att hon ska vara hemma på heltid och han ska bli befordrad i sitt yrke som kock. Han får sparken och tar istället jobb på en reklambyrå där hans pappa också jobbar. På samma byrå jobbar också Chip som är Sofias ex-pojkvän. Chip är fortfarande förälskad i henne, han gör allt för att förstöra Toms arbetsliv och kanske få Sofia att ta hans parti.

## Om filmen
Filmen är inspelad i Forest Hills, Los Angeles, New York, Nyack, Staten Island och Williamsburg. Den hade världspremiär i USA i december 2006.

## Rollista
- Zach Braff – Tom Reilly
- Amanda Peet – Sofia Kowalski
- Jason Bateman – Chip Sanders
- Charles Grodin – Bob Kowalski
- Mia Farrow – Amelia Kowalski
- Lucian Maisel – Wesley
- Donal Logue – Don Wollebin
- Amy Poehler – Carol Lane
- Fred Armisen – Manny
- Bob Stephenson – Doug

### Webbkällor
- The Ex på Internet Movie Database (engelska)